# Philippe Sauvé
Philippe Sauvé, född 27 februari 1980, är en amerikansk-kanadensisk före detta professionell ishockeymålvakt som tillbringade tre säsonger i den nordamerikanska ishockeyligan National Hockey League (NHL), där han spelade för Colorado Avalanche, Calgary Flames, Phoenix Coyotes och Boston Bruins. Han släppte in i genomsnitt 3,45 mål per match och hade noll nollor (match utan insläppt mål) på 32 grundspelsmatcher.
Sauvé spelade också för Hamburg Freezers i Deutsche Eishockey Liga (DEL); Hershey Bears, San Antonio Rampage, Providence Bruins, Hamilton Bulldogs och Iowa Stars i American Hockey League (AHL); Mississippi Sea Wolves i ECHL samt Océanic de Rimouski, Voltigeurs de Drummondville och Olympiques de Hull i Ligue de hockey junior majeur du Québec (LHJMQ).
Han draftades av Colorado Avalanche i andra rundan i 1998 års draft som 38:e spelare totalt.
Mellan 2023 och 2025 arbetade han som general manager för Phœnix de Sherbrooke.
Han är son till Bob Sauvé; brorson till Jean-François Sauvé samt kusin till Max Sauvé.